# Robert Blum

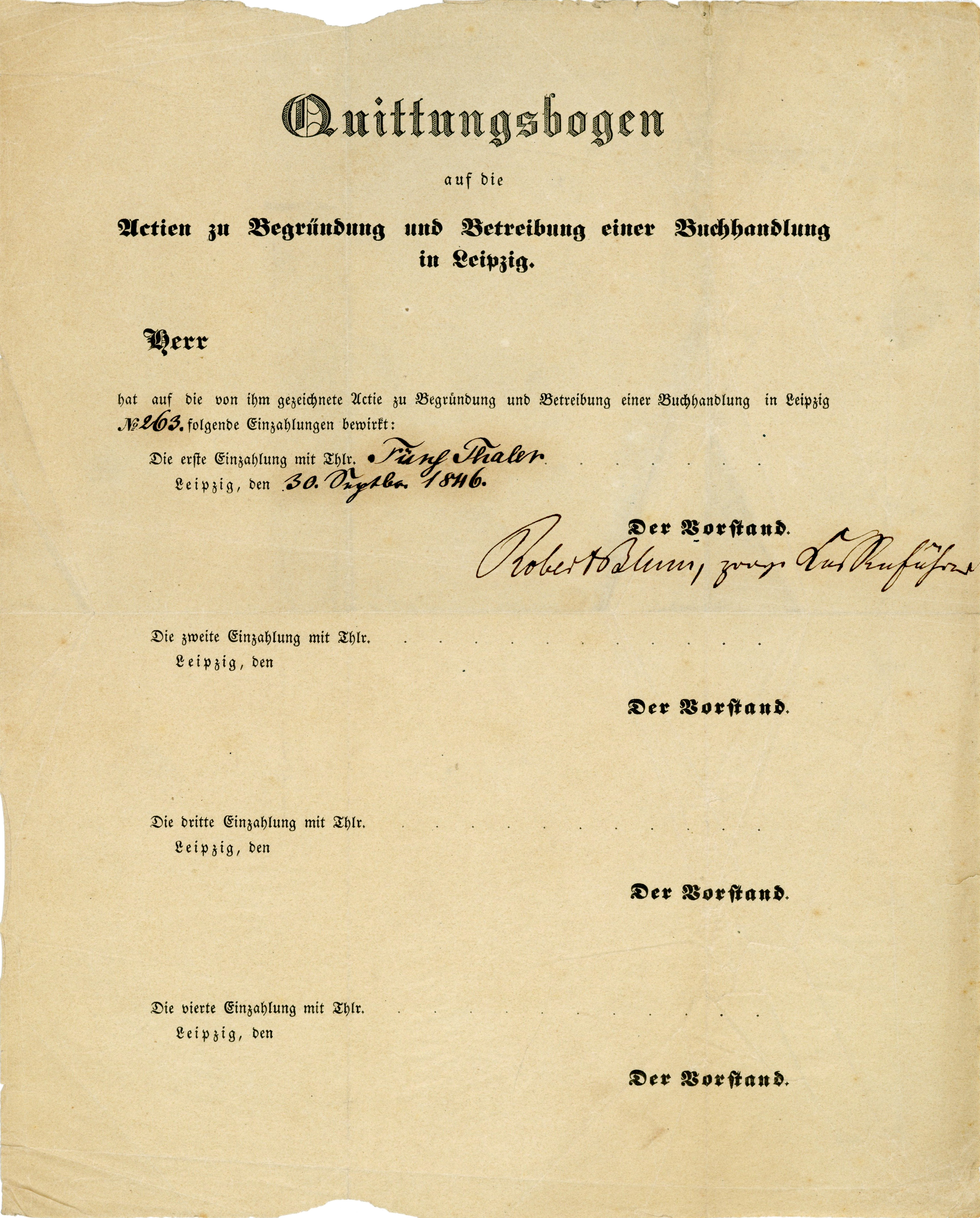
Kwit na udziały w założeniu i prowadzeniu księgarni w Lipsku z potwierdzoną pierwszą wpłatą w wysokości 5 talarów, wystawiony 30 września 1846 roku, podpisany własnoręcznie przez Roberta Bluma jako prezesa zarządu i tymczasowego skarbnika

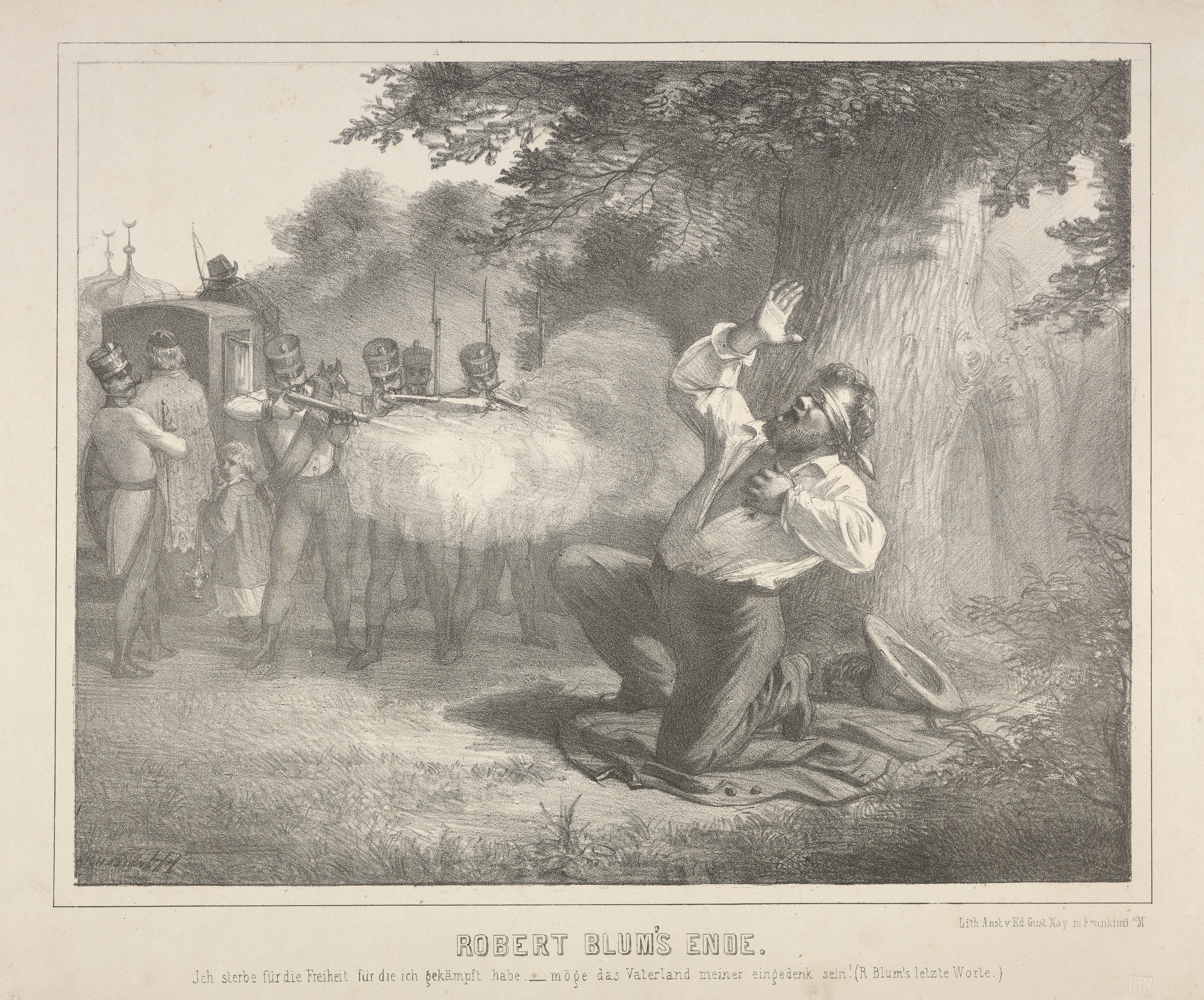
Egzekucja Roberta Bluma

Robert Blum (ur. 10 listopada 1807 w Kolonii, zm. 9 listopada 1848 w Wiedniu) – niemiecki działacz i pisarz polityczny, radykalny demokrata, poeta. W 1840 założył w Lipsku Towarzystwo Schillerowskie (Schillerverein).

## Życiorys
Jego rodzicami byli Engelbert Blum (1780–1815), bednarz z zawodu, i Maria Katharina Brabender. Był dwukrotnie żonaty, najpierw z Adelheid Mey (1819–1838), a potem z Eugenie (Jenny). Miał trzech synów i córkę. W 1848 był członkiem Zgromadzenia Narodowego. Sprzeciwiał się antysemityzmowi, pruskiemu zaborowi części Polski, żądał równouprawnienia kobiet. Uważał, że zjednoczone Niemcy powinny być republiką federacyjną, gdzie dominującą rolę miała odgrywać burżuazja. Wystąpienia Roberta Bluma i Arnolda Rugego w parlamencie we Frankfurcie były przejawem sympatii dla polskich dążeń niepodległościowych. Wspierał niemieckich katolików. Mimo immunitetu dyplomatycznego (był delegatem parlamentu frankfurckiego w Wiedniu) został aresztowany i stracony. Egzekucję przeprowadzono przez rozstrzelanie. Został pochowany na Währinger Friedhof w Wiedniu.

## Dzieła
Napisał między innymi dramaty inspirowane najnowszą historią Polski: Grochow, eine Freiheitshymne (Grochów, hymn wolności) i Tadeusz Kościuszko.